# Santa Cecília Vella d'Ancs
Santa Cecília Vella d'Ancs fou una església parroquial romànica del poble d'Ancs, pertanyent al terme de Baix Pallars, del Pallars Sobirà. Pertangué a l'antic terme de Montcortès de Pallars.
Està situada al capdavall del tot del poble, a migdia, una mica separada i dessota seu. Acull el cementiri d'Ancs.
Era una església d'una sola nau amb absis a llevant, tot dins de les característiques línies del romànic del segle xi. En queda el traçat dels murs, en part aprofitats com a límits del cementiri del poble.